# JoBeth Williams
Margaret JoBeth Williams (ur. 6 grudnia 1948 w Houston) – amerykańska aktorka.

## Filmografia
- The World Beyond (1978) jako Marian Faber
- Sprawa Kramerów (Kramer vs. Kramer, 1979) jako Phyllis Bernard
- Czyste szaleństwo (Stir Crazy, 1980) jako Meredith
- Psy wojny (The Dogs of War, 1980) jako Jessie
- The Big Black Pill (1981) jako Tiffany Farinpour
- Duch (Poltergeist, 1982) jako Diane Freeling
- Zagrożony gatunek (Endangered Species, 1982) jako Harriet Purdue
- Nazajutrz (The Day After, 1983) jako pielęgniarka Nancy Bauer
- Wielki chłód (The Big Chill, 1983) jako Karen Bowens
- Adam (1983) jako Reve Walsh
- Amerykańska marzycielka (American Dreamer, 1984) jako Cathy Palmer/Rebbeca Ryan
- Nauczyciele (Teachers, 1984) jako Lisa Hammond
- Kids Don’t Tell (1985) jako Claudia Ryan
- Duch II (Poltergeist II: The Other Side, 1986) jako Diane Freeling
- Adam – Pieśń trwa dalej (Adam: His Song Continues, 1986) jako Reve Walsh
- Pustynny kwiat (Desert Bloom, 1986) jako Lily Chismore
- Uświęcone morderstwo (Murder Ordained, 1987) jako Lorna Anderson
- Echa wspomnień (Memories of Me, 1988) jako Lisa
- Oddajcie mi dziecko (Baby M, 1988) jako Marybeth Whitehead
- Nazywam się Bill W. (My Name Is Bill W., 1989) jako Lois 'Lo' Wilson
- Witaj w domu (Welcome home, 1989) jako Sarah
- Dziecko w mroku (Child in the Night, 1990) jako dr Hollis
- Ofiara miłości (Victim of Love, 1991) jako Tess Palmer
- Do szaleństwa (Dutch, 1991) jako Natalie
- Switch: Trudno być kobietą (Switch, 1991) jako Margo Brofman
- Stój, bo mamuśka strzela (Stop! Or My Mom Will Shoot, 1992) jako Gwen Harper
- Fish Police (1992) jako Angel (głos)
- Frasier (1993–2004) jako Danielle (głos)
- Babskie sprawy (Chantilly Lace, 1993) jako Natalie
- Ostateczna apelacja (Final Appeal, 1993) jako Christine Biondi
- Jonny’s Golden Quest (1993) jako Jade Kenyon (głos)
- Sex, Love and Cold Hard Cash (1993) jako Sarah Gallagher
- Mighty Max (1993–1995) jako hrabina (gościnnie)
- Mroczna postać (Voices from Within, 1994) jako Nancy Parkhurst
- Test prawdy (Parallel Lives, 1994) jako Winnie Winslow
- Wyatt Earp (1994) jako Bessie Earp
- Cytrynowy sad (A Season of Hope, 1995) jako Elizabeth Hackett
- Klient (The Client, 1995–1996) jako Regina 'Reggie' Love
- Ruby Jean i Joe (Ruby Jean and Joe, 1996) jako Rose
- Mały świat (Little City, 1997) jako Anne
- Z dżungli do dżungli (Jungle 2 Jungle, 1997) jako doktor Patricia Cromwell
- W mroku nocy (When Danger Follows You Home, 1997) jako Anne Werden
- Do rany przyłóż (Just Write, 1997) jako Sydney Stone
- Fatalny rewolwer (Dead Man’s Gun, 1997–1999) jako Marty (gościnnie)
- Zawierucha uczuć (A Chance of Snow, 1998) jako Madeline Parker
- Z Ziemi na Księżyc (From the Earth to the Moon, 1998) jako Marge Slayton
- Norman w tarapatach (The Norm Show, 1999–2001) jako Claire Stackhouse (gościnnie)
- Goście z nieba (It Came from the Sky, 1999) jako Alice Bridges
- Na granicy prawa (Justice / Backlash, 1999) jako Jane Newhart
- Payne (1999) jako Constance 'Connie' Payne
- Prawo i bezprawie (Law & Order: Special Victims Unit, 1999) jako pani Rawley (gościnnie)
- Norman w tarapatach (The Norm Show, 1999–2001) jako Claire Stackhouse (gościnnie)
- Potyczki Amy (Judging Amy, 1999–2005) jako Gemma Lawnsdale (2003) (gościnnie)
- W amarantowej matni (Trapped in a Purple Haze, 2000) jako Sophie Hanson
- Strong Medicine (2000) jako Margie (gościnnie)
- 24 godziny (24, 2001) jako Miriam Henderson (gościnnie)
- Szczodre serce (The Ponder Heart, 2001) jako Edna Earle Ponder
- Obrońca (The Guardian, 2001–2004) jako Sarah (gościnnie)
- The Rose Technique (2002) jako dr Lillian Rose
- Homeward Bound (2002) jako Elaine Ashton
- Repossessed (2002) jako Tina Martin
- Mów mi swatka (Miss Match, 2003) jako Liane (gościnnie)
- Przez ogień (Into the Fire, 2005) jako June Sickles
- Wzór (Numb3rs, 2005) jako Margaret Eppes (gościnnie)
- Miłosna zagrywka (Fever Pitch, 2005) jako Maureen Meeks
- 14 godzin (14 Hours, 2005) jako Jeanette Makins
- Pomylona miłość (Crazylove, 2005) jako pani Mayer
- Stroller Wars (2006) jako Roberta
- Twenty Good Years (2006) jako Kate (gościnnie)
- Worst Week of My Life (2006) jako Libby (gościnnie)
- Call It Fiction (2006) jako Cassie
- Dexter (2006) jako Gail (gościnnie)
- W świecie kobiet (In the Land of Women, 2007) jako Agnes Webb